# Megayoldia martyria
Megayoldia martyria is een tweekleppigensoort uit de familie van de Yoldiidae. De wetenschappelijke naam van de soort is voor het eerst geldig gepubliceerd in 1897 door Dall.